# Avezzano Calcio 1996-1997
Questa pagina raccoglie le informazioni riguardanti l'Avezzano Calcio nelle competizioni ufficiali della stagione 1996-1997.

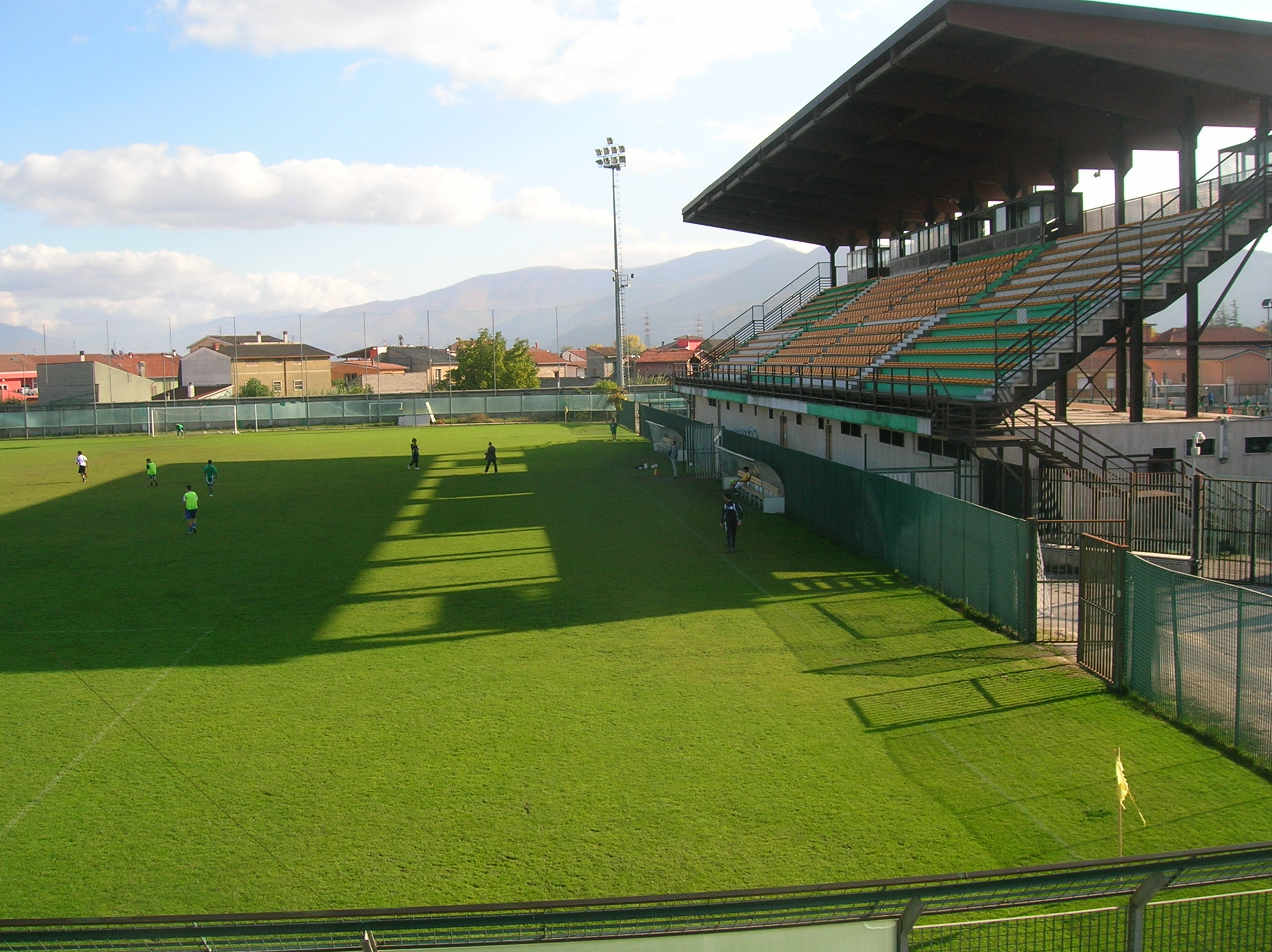
Stadio dei Marsi di Avezzano

## Organigramma societario
Area direttiva
- Presidente: Mauro Gentile
- Direttore Generale: Aureliano Giffi
- Direttore Sportivo: Camillo De Nicola
- Segretario: Piero Puglielli

Area tecnica
- Allenatore: Francesco Dellisanti
- Secondo allenatore: Pietro Scognamiglio
- Medico sociale: Giulio Del Gusto
- Massaggiatore: Domenico Vicini

## Rosa

### Rosa 1996-1997
Rosa dell'Avezzano calcio 1996-1997.
| N. |                      | Ruolo | Calciatore                |
| -- | -------------------- | ----- | ------------------------- |
|    | Italia (bandiera)    | P     | Silvio Lafuenti           |
|    | Italia (bandiera)    | P     | Vincenzo Marinacci        |
|    | Italia (bandiera)    | P     | Giancarlo Petrocco        |
|    | Italia (bandiera)    | D     | Claudio Abruzzo           |
|    | Italia (bandiera)    | D     | Andrea Benassi            |
|    | Francia (bandiera)   | D     | David Bettoni             |
|    | Italia (bandiera)    | D     | Ersilio Cerone            |
|    | Italia (bandiera)    | D     | Tiziano Cotugno           |
|    | Italia (bandiera)    | D     | Stefano De Angelis        |
|    | Italia (bandiera)    | D     | Alessandro Del Grosso     |
|    | Italia (bandiera)    | D     | Giovanni Paolo De Matteis |
|    | Argentina (bandiera) | D     | Juan Josè Distefano       |
|    | Italia (bandiera)    | D     | Emiliano Ferrari          |
|    | Italia (bandiera)    | D     | David Giubilato           |
|    | Italia (bandiera)    | D     | Vincenzo Menna            |
|    | Italia (bandiera)    | D     | James Walter Wilson       |

| N. |                           | Ruolo | Calciatore           |
| -- | ------------------------- | ----- | -------------------- |
|    | Italia (bandiera)         | C     | Walter Cannatelli    |
|    | Italia (bandiera)         | C     | Giampaolo Celli      |
|    | Italia (bandiera)         | C     | Alessandro Colasante |
|    | Italia (bandiera)         | C     | Arnaldo De Cresce    |
|    | Italia (bandiera)         | C     | Dino Di Julio        |
|    | Italia (bandiera)         | C     | Augusto Gabriele     |
|    | Italia (bandiera)         | C     | Corrado Giannini     |
|    | Italia (bandiera)         | C     | Federico Perugini    |
|    | Italia (bandiera)         | C     | Alessandro Tatomir   |
|    | Svizzera (bandiera)       | A     | Leonardo Aiello      |
|    | Italia (bandiera)         | A     | Roberto Di Nicola    |
|    | Italia (bandiera)         | A     | Daniele Grasso       |
|    | Costa d'Avorio (bandiera) | A     | Christian Manfredini |
|    | Italia (bandiera)         | A     | Giovanni Sorce       |
|    | Italia (bandiera)         | A     | Giuseppe Tortora     |

## Risultati

### Serie C1 girone B

#### Girone di andata
| Avezzano 1º settembre 1996 1ª giornata | Avezzano | 0 – 1 | Avellino | Stadio dei Marsi |

| Acireale 8 settembre 1996 2ª giornata | Acireale | 0 – 0 | Avezzano | Stadio Tupparello |

| Avezzano 15 settembre 1996 3ª giornata | Avezzano | 1 – 0 | Ischia Isolaverde | Stadio dei Marsi |

| Napoli 22 settembre 1996 4ª giornata | Savoia | 0 – 0 | Avezzano | Stadio San Paolo |

| Avezzano 29 settembre 1996 5ª giornata | Avezzano | 2 – 0 | Gualdo | Stadio dei Marsi |

| Fermo 6 ottobre 1996 6ª giornata | Fermana | 0 – 0 | Avezzano | Stadio Bruno Recchioni |

| Avezzano 20 ottobre 1996 7ª giornata | Avezzano | 1 – 1 | Lodigiani | Stadio dei Marsi |

| Catania 27 ottobre 1996 8ª giornata | Atletico Catania | 3 – 0 | Avezzano | Stadio Angelo Massimino |

| Ascoli Piceno 3 novembre 1996 9ª giornata | Ascoli | 3 – 0 | Avezzano | Stadio Cino e Lillo Del Duca |

| Avezzano 10 novembre 1996 10ª giornata | Avezzano | 0 – 1 | Fidelis Andria | Stadio dei Marsi |

| Ancona 24 novembre 1996 11ª giornata | Ancona | 0 – 1 | Avezzano | Stadio Del Conero |

| Avezzano 1º dicembre 1996 12ª giornata | Avezzano | 1 – 1 | Trapani | Stadio dei Marsi |

| Avezzano 8 dicembre 1996 13ª giornata | Avezzano | 1 – 1 | Nocerina | Stadio dei Marsi |

| Casarano 15 dicembre 1996 14ª giornata | Casarano | 2 – 0 | Avezzano | Stadio Giuseppe Capozza |

| Avezzano 22 dicembre 1996 15ª giornata | Avezzano | 0 – 0 | Juve Stabia | Stadio dei Marsi |

| Giulianova 6 gennaio 1997 16ª giornata | Giulianova | 2 – 1 | Avezzano | Stadio Rubens Fadini |

| Avezzano 12 gennaio 1997 17ª giornata | Avezzano | 0 – 0 | Sora | Stadio dei Marsi |

#### Girone di ritorno
| Avellino 19 gennaio 1997 18ª giornata | Avellino | 2 – 0 | Avezzano | Stadio Partenio |

| Avezzano 26 gennaio 1997 19ª giornata | Avezzano | 1 – 0 | Acireale | Stadio dei Marsi |

| Ischia 2 febbraio 1997 20ª giornata | Ischia Isolaverde | 0 – 1 | Avezzano | Stadio Enzo Mazzella |

| Avezzano 9 febbraio 1997 21ª giornata | Avezzano | 1 – 3 | Savoia | Stadio dei Marsi |

| Gualdo Tadino 16 febbraio 1997 22ª giornata | Gualdo | 1 – 0 | Avezzano | Stadio Carlo Angelo Luzi |

| Avezzano 23 febbraio 1997 23ª giornata | Avezzano | 1 – 1 | Fermana | Stadio dei Marsi |

| Roma 1º marzo 1997 24ª giornata | Lodigiani | 2 – 0 | Avezzano | Stadio Flaminio |

| Avezzano 9 marzo 1997 25ª giornata | Avezzano | 0 – 0 | Atletico Catania | Stadio dei Marsi |

| Avezzano 16 marzo 1997 26ª giornata | Avezzano | 1 – 3 | Ascoli | Stadio dei Marsi |

| Andria 29 marzo 1997 27ª giornata | Fidelis Andria | 3 – 0 | Avezzano | Stadio Degli Ulivi |

| Avezzano 6 aprile 1997 28ª giornata | Avezzano | 1 – 2 | Ancona | Stadio dei Marsi |

| Trapani 13 aprile 1997 29ª giornata | Trapani | 1 – 0 | Avezzano | Stadio Polisportivo Provinciale |

| Nocera Inferiore 20 aprile 1997 30ª giornata | Nocerina | 2 – 1 | Avezzano | Stadio San Francesco d'Assisi |

| Avezzano 27 aprile 1997 31ª giornata | Avezzano | 2 – 0 | Casarano | Stadio dei Marsi |

| Castellammare di Stabia 4 maggio 1997 32ª giornata | Juve Stabia | 1 – 0 | Avezzano | Stadio Romeo Menti |

| Avezzano 11 maggio 1997 33ª giornata | Avezzano | 0 – 1 | Giulianova | Stadio dei Marsi |

| Sora 18 maggio 1997 34ª giornata | Sora | 3 – 1 | Avezzano | Stadio Claudio Tomei |

### Coppa Italia Serie C

#### Primo turno
| Chieti 24 agosto 1996 andata | Chieti | 0 – 2 | Avezzano | Stadio Guido Angelini |

| Avezzano 28 agosto 1996 ritorno | Avezzano | 3 – 0 | Chieti | Stadio dei Marsi |

#### Secondo turno
| Tempio Pausania 18 settembre 1996 andata | Tempio | 0 – 2 | Avezzano | Stadio Nino Manconi |

| Avezzano 2 ottobre 1996 ritorno | Avezzano | 1 – 2 | Tempio | Stadio dei Marsi |

#### Terzo turno
| Viterbo 23 ottobre 1996 andata | Viterbese | 0 – 0 | Avezzano | Stadio Enrico Rocchi |

| Avezzano 13 novembre 1996 ritorno | Avezzano | 0 – 1 | Viterbese | Stadio dei Marsi |

## Statistiche

### Andamento in campionato
| Giornata  | 1 | 2 | 3 | 4 | 5 | 6 | 7 | 8 | 9 | 10 | 11 | 12 | 13 | 14 | 15 | 16 | 17 | 18 | 19 | 20 | 21 | 22 | 23 | 24 | 25 | 26 | 27 | 28 | 29 | 30 | 31 | 32 | 33 | 34 |
| --------- | - | - | - | - | - | - | - | - | - | -- | -- | -- | -- | -- | -- | -- | -- | -- | -- | -- | -- | -- | -- | -- | -- | -- | -- | -- | -- | -- | -- | -- | -- | -- |
| Luogo     | C | T | C | T | C | T | C | T | T | C  | T  | C  | C  | T  | C  | T  | C  | T  | C  | T  | C  | T  | C  | T  | C  | C  | T  | C  | T  | T  | C  | T  | C  | T  |
| Risultato | P | N | V | N | V | N | V | P | N | P  | V  | N  | N  | P  | N  | P  | N  | P  | V  | V  | P  | P  | N  | P  | N  | P  | P  | P  | P  | P  | V  | P  | P  | P  |

Legenda:

Luogo: C = Casa; T = Trasferta. Risultato: V = Vittoria; N = Pareggio; P = Sconfitta.